# Gununga hollowayi
Gununga hollowayi är en insektsart som beskrevs av Young 1986. Gununga hollowayi ingår i släktet Gununga och familjen dvärgstritar. Inga underarter finns listade i Catalogue of Life.